# Jonas Wergeland
Jonas Wergeland er den fiktive hovedperson i Jan Kjærstads romantrilogi Forføreren, Erobreren og Opdageren. Temaet for trilogien er at beskrive mennesket, og de tre romaner prøver fra hver sin vinkel at sætte ord på Jonas Wergeland, hvorefter det bliver læserens opgave at forstå ham i sin helhed. Pointen er ligetil: Mennesket er en ualmindelig sammensat og modsætningsfyldt størrelse.